# 大藤桂子
大藤 桂子（だいとう けいこ、8月29日 - ）は、日本のチェリスト。ベリーダンサー。

## 来歴・人物
東京都出身。16歳からチェロを始め、東京音楽大学卒業。藤森亮一、勝田聡一、堀了介、M.オスターターク、に師事する。在学中からCMに出演、楽曲提供など活動の場を広げる。

西郷隆盛の弟西郷従道の玄孫であり、従姉妹に俳優の後藤久美子がいる。
1995年、ヴァイオリニストの高嶋ちさ子とストリングスデュオ・CHOCOLATE FASHION（チョコレート・ファッション）を結成。同年5月24日、EMIミュージック・ジャパンからアルバム『チョコレート・ファッション1』をリリース。1998年までにアルバム5枚、シングル3枚をリリースした。
2004年11月17日、ヤマハミュージックコミュニケーションズからアルバム『月夜の物語』でソロデビュー。プロデュースは音楽プロデューサーでありキーボーディストの中村幸代。
ベリーダンスの踊り手としても活動している。2015年3月21日、フジテレビのミニ番組『My Value My Way』「Life Stylist 024 チェロ奏者・大藤桂子」回に出演し、チェロ奏者であり、またベリーダンサーとして講師を務めている様子が紹介された。趣味は料理、サーフィン。

## ディスコグラフィー
- 月夜の物語（2004年11月17日、ヤマハミュージックコミュニケーションズ）
- LUNA（2009年12月16日、  ジャパンミュージックシステム）
- また来る春に花が咲ク（2013年1月1日、月音-TSUKIOTO-）
- ひかりのみち（2019年6月23日、月音-TSUKIOTO-）

## メディア出演
テレビ
- My Value My Way（2015年3月21日、フジテレビ）

ラジオ
- GreenCafe（2011年10月 - 2013年、FMたちかわ） - 中村幸代の番組。料理コーナー「Spice Table」担当
  - GreenCafe（2011年11月、2014年4月） - マンスリーゲスト
- 北原照久＆市川直樹 Simple Space 第53回 - 第57回（2019年4月7日 - 5月5日、コミュニティ放送局）- ゲスト